# Лукич, Джон
Джон Лу́кич (англ. Jovan "John" Lukic; род. 11 декабря 1960, Честерфилд, Дербишир) — английский футбольный вратарь.

## Карьера
Родился в Честерфилде. Его мать, жена югославского дипломата Вера Лукич, была спасена вратарём МЮ Гарри Греггом после авиакатастрофы 6 февраля 1958 года.
Йован играл в Честерфилде за местную команду. Ещё школьником, в 15 лет он был приглашён в «Лидс Юнайтед», который тренировал его кумир Джордж Харвей. 16 декабря 1978 Лукич стал профессиональным футболистом.
Свой первый матч за «Лидс» Джон провёл 13 октября 1979 года против «Брайтон энд Хов Альбион». В этом же году он стал основным вратарем.
В 1983 году Лукич стал часто не попадать в основной состав клуба, и его купил «Арсенал», который искал замену Пату Дженнингсу. Сначала Джон мало играл за «канониров», но потом стал играть всё чаще и чаще, и в сезоне 1988/89, чемпионском для «Арсенала», сыграл все игры за клуб.
Но уже через год Лукич ушёл из команды. «Арсенал» купил Дэвида Симэна, а Лукич не хотел сидеть на скамейке запасных. 14 июня 1990 года Лукич вернулся в «Лидс».
В 1992 году «Лидс» Ховарда Уилкинсона выиграл чемпионат Англии. но после того, как ушёл Эрик Кантона, «белые» покатились по наклонной и стали играть отвратительно. В 1996 году его выставили на трансфер.
В июне 1996 Лукич снова стал играть за «Арсенал», где был вторым вратарём за Дэвидом Симэном, а после прихода Александра Маннингера в 1997 году — третьим.
В 2001 году контракт Лукича закончился.

## Достижения
- Чемпион Англии — 1989, 1992, 1998
- Второе место в английской Премьер-лиге — 1999, 2000, 2001
- Обладатель Кубка Англии — 1998
- Обладатель Суперкубка Англии — 1992
- Обладатель Кубка Футбольной лиги — 1987

## Интересные факты
- 17 октября 2000 года в игре «Арсенал» — «Лацио» (1:1) Лукич стал первым сорокалетним футболистом, принявшим участие в матче Лиги чемпионов[2].